# Rivière Joseph (rivière Gatineau)
Pour les articles homonymes, voir Joseph.
La rivière Joseph est un affluent de la rivière Gatineau, coulant au nord de la rivière des Outaouais, dans la région administrative de la Outaouais, au Québec, au Canada. Le cours de la rivière traverse les municipalités régionales de comté de :
- MRC Antoine-Labelle : Mont-Laurier (secteur Des Ruisseaux – Canton de Robertson) et Notre-Dame-de-Pontmain (canton de Bouthillier) ;
- MRC La Vallée-de-la-Gatineau : Déléage (canton de Kensington) et Aumond (canton d’Aumond).

Ce cours d’eau descend dans une vallée entièrement en zone forestière (et marécageuse, par segment, dans la partie supérieure).
La surface de la rivière Joseph est généralement gelée de la mi-décembre jusqu’à la fin mars. La foresterie constitue la principale activité économique de ce bassin versant. Le cours de la rivière est surtout accessible par le chemin de Ryanville.

## Géographie

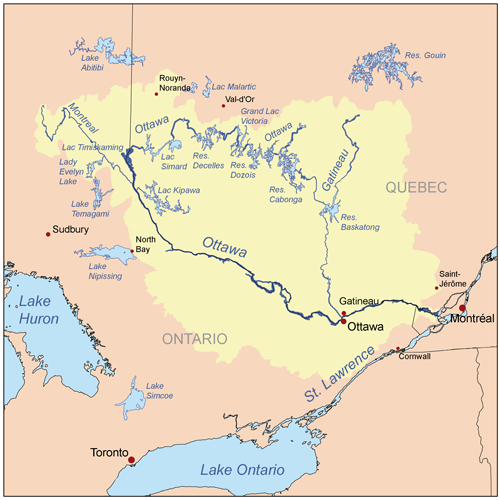
Bassin hydrographique de la rivière des Outaouais.

La rivière Joseph prend sa source dans le canton de Robertson à l’embouchure du lac Cutaway (longueur : 0,6 km ; altitude : 261 m), dans la municipalité de Mont-Laurier (secteur Des Ruisseaux). Ce lac est alimenté par la décharge des lacs Canot, Roland ou Petit lac Creux, et aussi des lacs Filion et du Grand lac Creux.
L’embouchure du lac Cutaway est située à 4,0 km au nord du sommet des montagnes du lac Travers, à 12,7 km à l'ouest du centre-ville de Mont-Laurier, à 4,4 km à l'ouest du sommet de la montagne du lac du Loup, à 17,6 km à l'est de la confluence de la rivière Joseph.
À partir de l’embouchure du lac Cutaway, la rivière Joseph coule sur 54,2 km, selon les segments suivants :
Cours supérieur de la rivière Joseph (segment de 18,9 km)
- 4,8 km vers le sud-est, jusqu’à la décharge (venant du nord) des lacs Plat et du Bois Franc ;
- 2,3 km vers le sud-ouest, en traversant la partie nord-ouest du lac Travers (longueur : km ; altitude : 226 m), jusqu’à son embouchure ;
- 2,7 km vers le sud-ouest, en traversant la partie nord-ouest du lac Travers (longueur : 0,4 km ; altitude : 226 m), jusqu’à son embouchure ;
- 4,6 km vers le sud en formant de nombreux petits serpentins, jusqu’à la limite des municipalités de Déléage (canton de Kensington) et de Notre-Dame-de-Pontmain (canton de Bouthillier) ;
- 1,3 km vers le sud en suivant la limite entre les municipalités de Déléage (canton de Kensington) et de Notre-Dame-de-Pontmain (canton de Bouthillier), jusqu’à la décharge du lac Hamelin (venant de l’est) ;
- 3,2 km vers le sud-ouest, en recueillant les eaux du lac des Vases (venant du nord), jusqu’à la décharge (venant du sud) du lac Kensington ;

Cours intermédiaire de la rivière Joseph (segment de 23,2 km)
- 7,6 km vers le sud-est, en formant une grande courbe vers le nord, jusqu’à la décharge (venant du sud-est) du lac de l’Achigan ;
- 7,0 km vers le nord-ouest, en formant une grande courbe vers le nord, en serpentant jusqu’à la décharge (venant du sud-ouest) d’un lac de marais (non identifié) ;
- 4,0 km vers le nord-ouest, en serpentant jusqu’à la décharge (venant du nord) du lac Murray ;
- 4,6 km en serpentant vers le sud, puis l'ouest, puis en traversant le lac Joseph (longueur : 1,3 km ; altitude : 201 m) sur km, en serpentant jusqu’à son embouchure ;

Cours inférieur de la rivière Joseph (segment de 13,1 km)
- 3,9 km vers l'ouest, puis le nord, en serpentant jusqu’à la limite du canton d’Aumond ;
- 1,8 km vers le nord, jusqu’à la décharge (venant de l'ouest) du lac Valiquette ;
- 3,1 km vers le nord, en formant une courbe vers l'est jusqu’à la route ;
- 2,6 km vers le nord, en formant une courbe vers l'ouest et serpentant jusqu’à la rive sud du lac Saint-Joseph ;
- 1,7 km vers le nord, en traversant le lac Saint-Joseph (altitude : 1,4 km) sur 1,4 km en début de segment, jusqu’à la confluence de la rivière[2].

La rivière Joseph se déverse au fond d’une baie étroite (longueur : 2,5 km) sur la rive est de la rivière Gatineau, située au sud du village de Mont-Sainte-Marie de la municipalité de Lac-Sainte-Marie. Cette embouchure de la baie fait face à l’île Morin située elle-même à l’embouchure du lac Sainte-Marie. À partir de l’embouchure de cette baie, la rivière Gatineau coule vers le sud, puis vers le sud-est, pour aller se déverser dans la rivière Outaouais. La confluence de la rivière Joseph est située à :
- 6,2 km à l'ouest du centre du village principal de Lac-Sainte-Marie ;
- 28,3 km au nord du centre du village de Wakefield ;
- 53,1 km au nord de la confluence de la rivière Gatineau.

## Toponymie
La rivière Joseph était autrefois connu sous le nom de rivière Saint-Joseph. Elle a été nommée en l'honneur de Joseph-Ignace Aumond (en) (1810 - 1879), un important marchand de bois de la région.